# Kattak
Kattak (orija: କଟକ átírva Kaṭaka, angolul Cuttack) város India ÉK-i részén, Orisza államban. 1950-ig az állam fővárosa volt. Lakossága 2011-ben 606 ezer fő volt.
A Mahanadi folyó ágaitól közrezárt területen fekszik, Bhuvanesvartól kb. 25-30 km-re. A két város egy 1,68 millió fős konurbációt alkot (2014-ben). 
Kereskedelmi központ. Híres ezüstből és aranyból készült ötvösmunkáiról. 
Fő látnivalói a hinduk és a mohamedánok által is használt 18. századi Qadam Rasul-szentély és a 14. századi Barabati-erőd. 

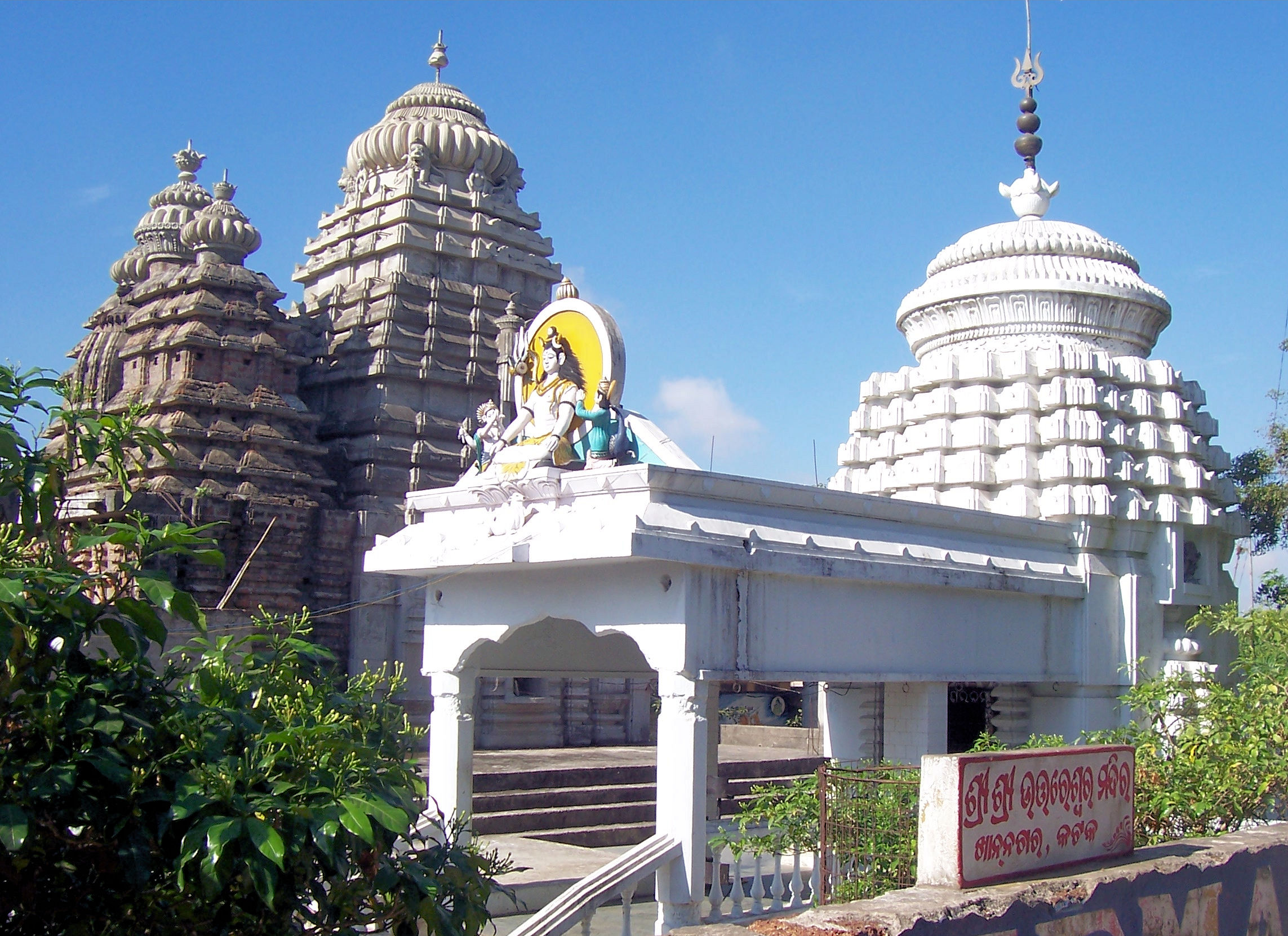
Uttareswar-templom

## Fordítás
- Ez a szócikk részben vagy egészben  a   Cuttack című angol Wikipédia-szócikk fordításán alapul.  Az eredeti cikk szerkesztőit annak laptörténete sorolja fel. Ez a jelzés csupán a megfogalmazás eredetét és a szerzői jogokat jelzi, nem szolgál a cikkben szereplő információk forrásmegjelöléseként.